# Palaic
El palaic és una llengua indoeuropea pertanyent al grup de llengües anatòloiques parlada antigament a la regió de Pala (Àsia Menor). Actualment és una llengua morta. Es coneix només per uns breus passatges en texts rituals hitites.

## La regió de Pala i els seus habitants
En els antics textos hitites, igual que a les velles lleis hitites, la paraula Pala s'utilitza per designar una àrea de l'imperi. Estava situada a la regió central del regne hitita a Anatolia, al centre, a prop de la regió de Hattusa. Podria correspondre a una part de la Paflagònia. Els parlants del palaic van viure en aquesta zona al començament del regne hitita, durant els segles XVII-XVI aC. Al segle xv aC aquesta zona és envaïda per pels kashkas, un poble no indoeuropeu, i la llengua desapareix de la documentació.

## Coneixement de la llengua
El nostre coneixement del palaic (palaumnili en hitita) és molt limitat, ja que no està ben documentat: només se'n coneixen unes dues-centes paraules conservades en uns pocs passatges de textos escrits en escriptura cuneïforme en aquesta llengua, o passatges en els textos hitites, que permeten el seu estudi. Tots els textos palaics coneguts són de naturalesa religiosa (CTH 750-754 d'acord amb la classificació d'I. Laroche), ja que els hitites van conservar alguns rituals dels pobles veïns en les seves tradicions de culte. En general aquests textos són fragmentaris, el text més llarg es dedica a un antic déu del ritual Hatti, Ziparwa (CTH 750). Molts passatges en palaic es caracteritzen per contenir manlleus lèxics de la llengua hatti, llengua no indoeuropea, i no podem saber si es tractava de la mateixa llengua. Pel que coneixem, el palaic s'ajusta clarament a les característiques típiques de les llengües indoeuropees, i en general és proper al seu veïns i contemporanis, les llengües hitita i luvita.